# Leichtathletik-Europameisterschaften 2014/4 × 400 m der Frauen

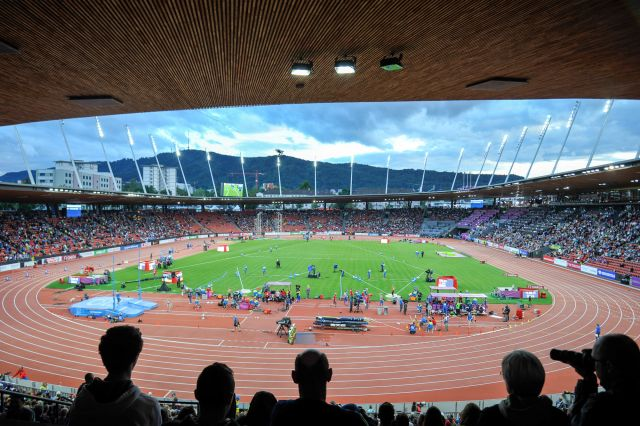
Das Letzigrund-Stadion während der Europameisterschaften 2014

Die 4-mal-400-Meter-Staffel der Frauen bei den Leichtathletik-Europameisterschaften 2014 wurde am 16. und 17. August 2014 im Letzigrund-Stadion von Zürich ausgetragen.
Europameister wurde Frankreich in der Besetzung Marie Gayot (Finale), Muriel Hurtis, Agnès Raharolahy und Floria Gueï (Finale) sowie den im Vorlauf außerdem eingesetzten Estelle Perrossier und Phara Anacharsis.
Den zweiten Platz belegte die Ukraine mit Natalija Pyhyda (Finale), Chrystyna Stuj, Hanna Ryschykowa und Olha Semljak (Finale) sowie den im Vorlauf außerdem eingesetzten Daryna Prystupa und Olha Ljachowa.
Bronze ging an Großbritannien mit Eilidh Child (Finale), Kelly Massey, Shana Cox (Finale) und Margaret Adeoye sowie den im Vorlauf außerdem eingesetzten Emily Diamond und Victoria Ohuruogu.
Auch die nur im Vorlauf eingesetzten Läuferinnen erhielten entsprechendes Edelmetall.

## Bestehende Rekorde
| Weltrekord           | 3:15,17 min | Sowjetunion (Tatjana Ledowskaja, Olga Nasarowa, Marija Pinigina, Olha Bryshina) | OS Seoul Südkorea           | 1. Oktober 1988 |
| Europarekord         | 3:15,17 min | Sowjetunion (Tatjana Ledowskaja, Olga Nasarowa, Marija Pinigina, Olha Bryshina) | OS Seoul Südkorea           | 1. Oktober 1988 |
| Meisterschaftsrekord | 3:16,87 min | DDR (Kirsten Emmelmann, Sabine Busch, Petra Müller, Marita Koch)                | EM Stuttgart BR Deutschland | 31. August 1986 |

Der bestehende EM-Rekord wurde bei diesen Europameisterschaften nicht erreicht. Die schnellste Zeit erzielte Europameister Frankreich im Finale mit 3:24,27 min, womit das Quartett eine neue Europajahresbestleistung aufstellte, jedoch 7,40 s über dem Rekord blieb. Zum Welt- und Europarekord fehlten 9,10 s.

## Doping
Die türkische Staffel, die im ersten Vorlauf den letzten Platz belegt hatte, war von einem Dopingfall betroffen. Die bereits bei den letzten Europameisterschaften disqualifizierte Meliz Redif war Mitglied dieser Mannschaft. Die Athletin wurde wegen Auffälligkeiten in ihrem Biologischen Pass für drei Jahre gesperrt – 31. März 2015 bis 30. März 2018. Zu den annullierten Resultaten gehörte auch das Ergebnis der türkischen Staffel bei diesen Europameisterschaften.

## Legende
Kurze Übersicht zur Bedeutung der Symbolik – so üblicherweise auch in sonstigen Veröffentlichungen verwendet:
| EL  | Europajahresbestleistung              |
| DOP | wegen Dopingvergehens disqualifiziert |

## Vorrunde
16. August 2014, 16:20 Uhr
Die Vorrunde wurde in zwei Läufen durchgeführt. Die ersten drei Staffeln pro Lauf – hellblau unterlegt – sowie die darüber hinaus zwei zeitschnellsten Teams – hellgrün unterlegt – qualifizierten sich für das Finale.

### Vorlauf 1
| Platz | Staffel    | Besetzung                                                                            | Zeit (min) |
| ----- | ---------- | ------------------------------------------------------------------------------------ | ---------- |
| 1     | Ukraine    | Daryna Prystupa Olha Ljachowa Hanna Ryschykowa Chrystyna Stuj                        | 3:28,18    |
| 2     | Frankreich | Estelle Perrossier Muriel Hurtis Phara Anacharsis Agnès Raharolahy                   | 3:28,58    |
| 3     | Italien    | Maria Benedicta Chigbolu (Vorlauf) Maria Enrica Spacca Elena Bonfanti Chiara Bazzoni | 3:31,31    |
| 4     | Belgien    | Laetitia Libert Kimberley Efonye Olivia Borlée Justien Grillet                       | 3:32,22    |
| 5     | Rumänien   | Adelina Pastor Mihaela Nunu Angela Moroșanu Bianca Răzor                             | 3:33,84    |
| 6     | Portugal   | Filipa Martins Vera Barbosa Dorothé Évora Cátia Azevedo                              | 3:35,41    |
| 7     | Finnland   | Katri Mustola Ella Räsänen Sanna Erkinheimo Anniina Laitinen                         | 3:36,47    |
| DOP   | Türkei     | Birsen Engin Tuğba Koyuncu Meliz Redif Meryem Kasap                                  | 3:48,10    |

### Vorlauf 2
| Platz | Staffel        | Besetzung                                                                                   | Zeit (min) |
| ----- | -------------- | ------------------------------------------------------------------------------------------- | ---------- |
| 1     | Russland       | Marija Michailjuk (Vorlauf) Tatjana Weschkurowa Tatjana Firowa Xenija Sadorina (Vorlauf)    | 3:28,42    |
| 2     | Großbritannien | Emily Diamond (Vorlauf) Kelly Massey Victoria Ohuruogu (Vorlauf) Margaret Adeoye            | 3:28,44    |
| 3     | Polen          | Iga Baumgart-Witan (Vorlauf) Patrycja Wyciszkiewicz Agata Bednarek (Vorlauf) Justyna Święty | 3:29,79    |
| 4     | Deutschland    | Ruth Sophia Spelmeyer Lena Schmidt Janin Lindenberg (Vorlauf) Lara Hoffmann (Vorlauf)       | 3:30,39    |
| 5     | Litauen        | Eva Misiūnaitė Modesta Justė Morauskaitė Eglė Staišiūnaitė Agnė Šerkšnienė                  | 3:36,25    |
| 6     | Norwegen       | Tara Marie Norum Trine Mjåland Vilde Jakobsen Svortevik Line Kloster                        | 3:36,57    |
| 7     | Slowakei       | Sylvia Salgovicová Alexandra Štuková Andrea Holleyová Iveta Putalová                        | 3:39,55    |
| 8     | Kroatien       | Dora Filipović Marija Hižman Lucija Pokos Kristina Dudek                                    | 3:42,96    |

## Finale

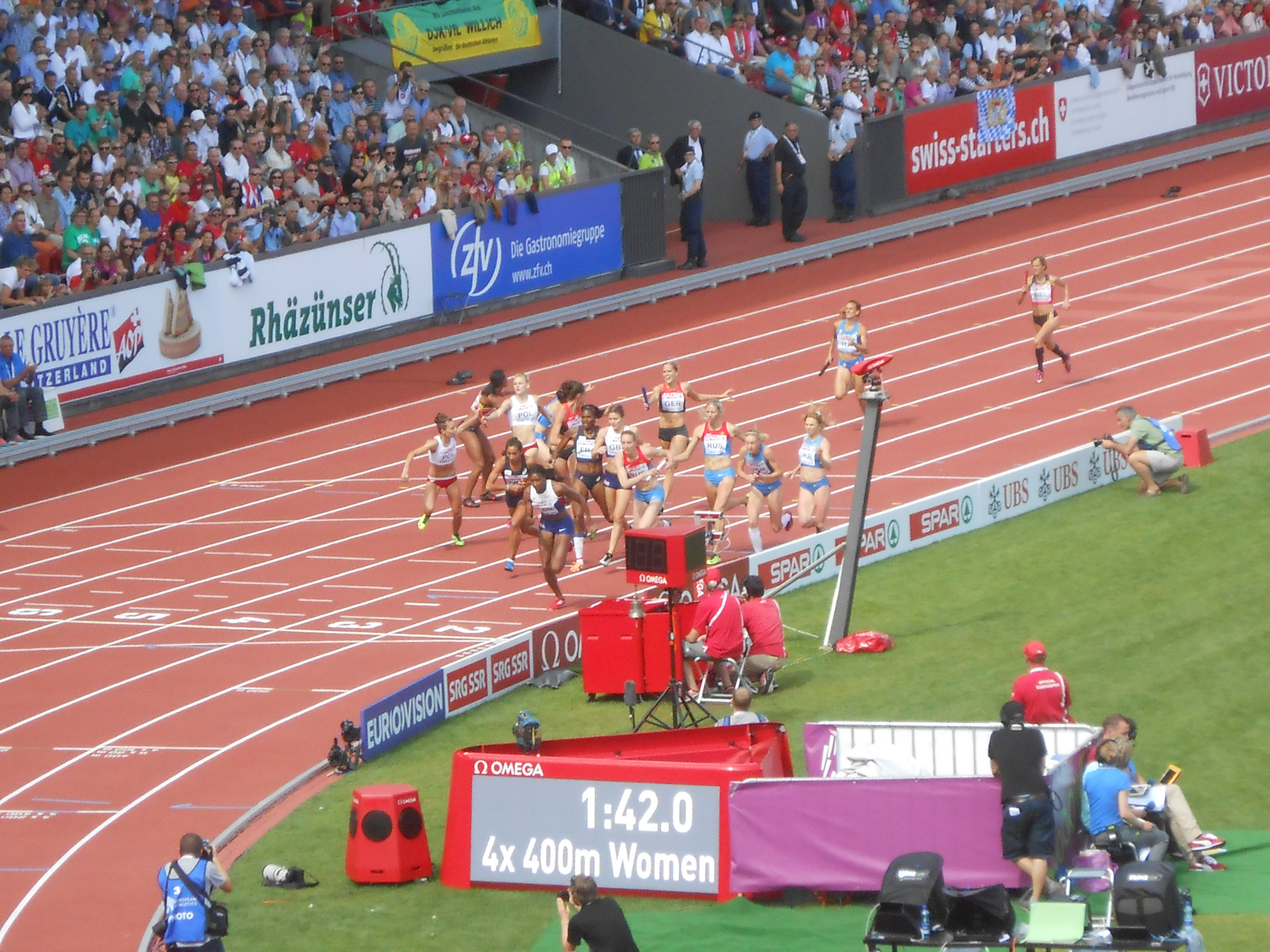
Zweiter Wechsel im Finale der 4-mal-400-Meter-Staffel

17. August 2014, 15:22 Uhr
| Platz | Staffel        | Besetzung | Zeit (min) |
| ----- | -------------- | --- | ---------- |
| 1     | Frankreich     | Marie Gayot (Finale) Muriel Hurtis Agnès Raharolahy Floria Gueï (Finale) im Vorlauf außerdem: Estelle Perrossier Phara Anacharsis                 | 3:24,27 EL |
| 2     | Ukraine        | Natalija Pyhyda (Finale) Chrystyna Stuj Hanna Ryschykowa Olha Semljak (Finale) im Vorlauf außerdem: Daryna Prystupa Olha Ljachowa                 | 3:24,32    |
| 3     | Großbritannien | Eilidh Child (Finale) Kelly Massey Shana Cox (Finale) Margaret Adeoye im Vorlauf außerdem: Emily Diamond Victoria Ohuruogu                        | 3:24,34    |
| 4     | Russland       | Aljona Tamkowa (Finale) Tatjana Weschkurowa Tatjana Firowa Jekaterina Renschina (Finale) im Vorlauf außerdem: Marija Michailjuk Xenija Sadorina   | 3:25,02    |
| 5     | Polen          | Małgorzata Hołub (Finale) Patrycja Wyciszkiewicz Joanna Linkiewicz (Finale) Justyna Święty im Vorlauf außerdem: Iga Baumgart-Witan Agata Bednarek | 3:25,73    |
| 6     | Deutschland    | Esther Cremer (Finale) Christiane Klopsch (Finale) Lena Schmidt Ruth Sophia Spelmeyer im Vorlauf außerdem: Janin Lindenberg Lara Hoffmann         | 3:27,69    |
| 7     | Italien        | Chiara Bazzoni Maria Enrica Spacca Elena Bonfanti Libania Grenot (Finale) im Vorlauf außerdem: Maria Benedicta Chigbolu                           | 3:28,30    |
| 8     | Belgien        | Laetitia Libert Olivia Borlée Kimberley Efonye Justien Grillet                                                                                    | 3:31,82    |

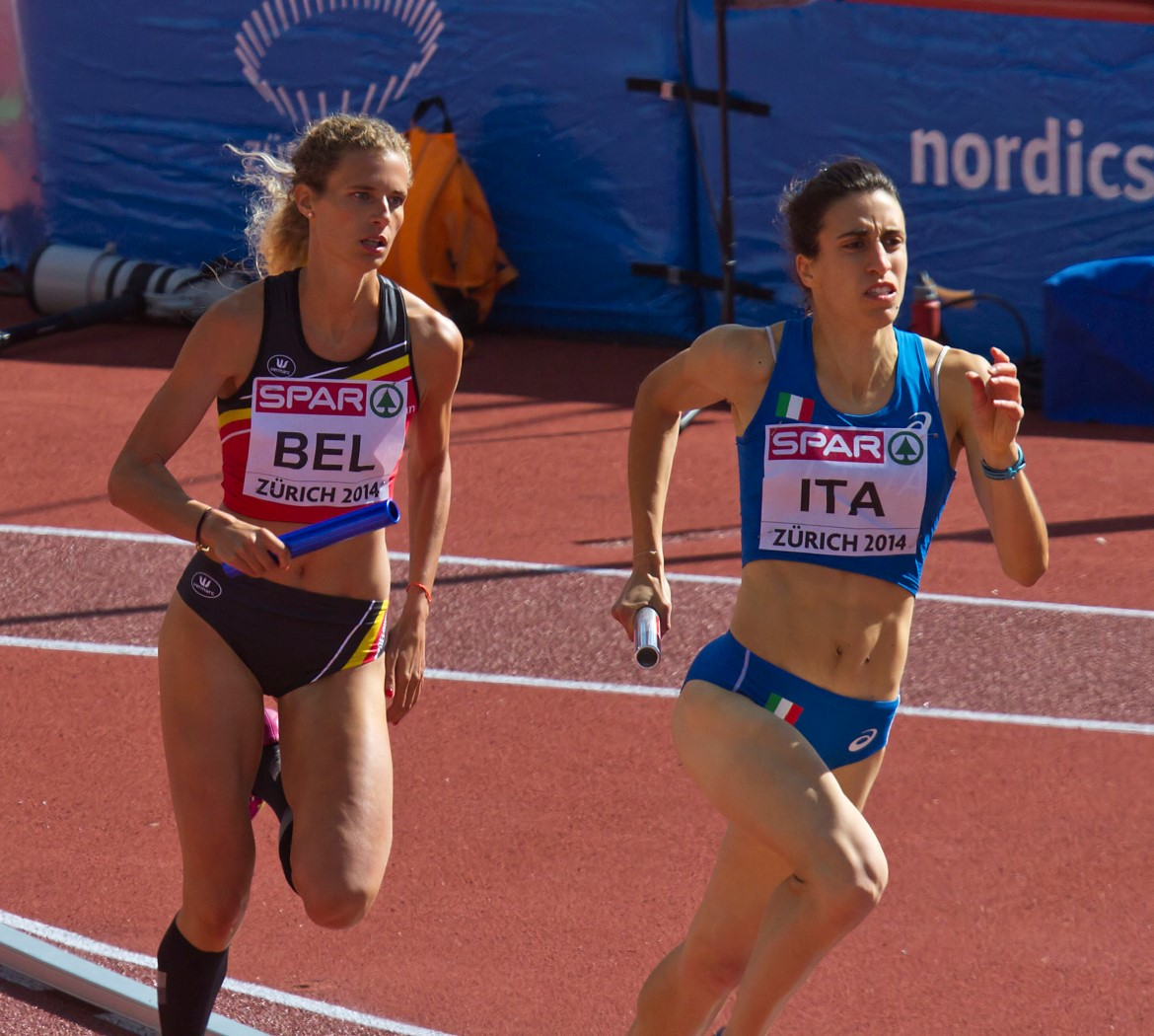
Zweite belgische Läuferin: Olivia Borlée (links) im Kampf mit der Italienerin Maria Enrica Spacca
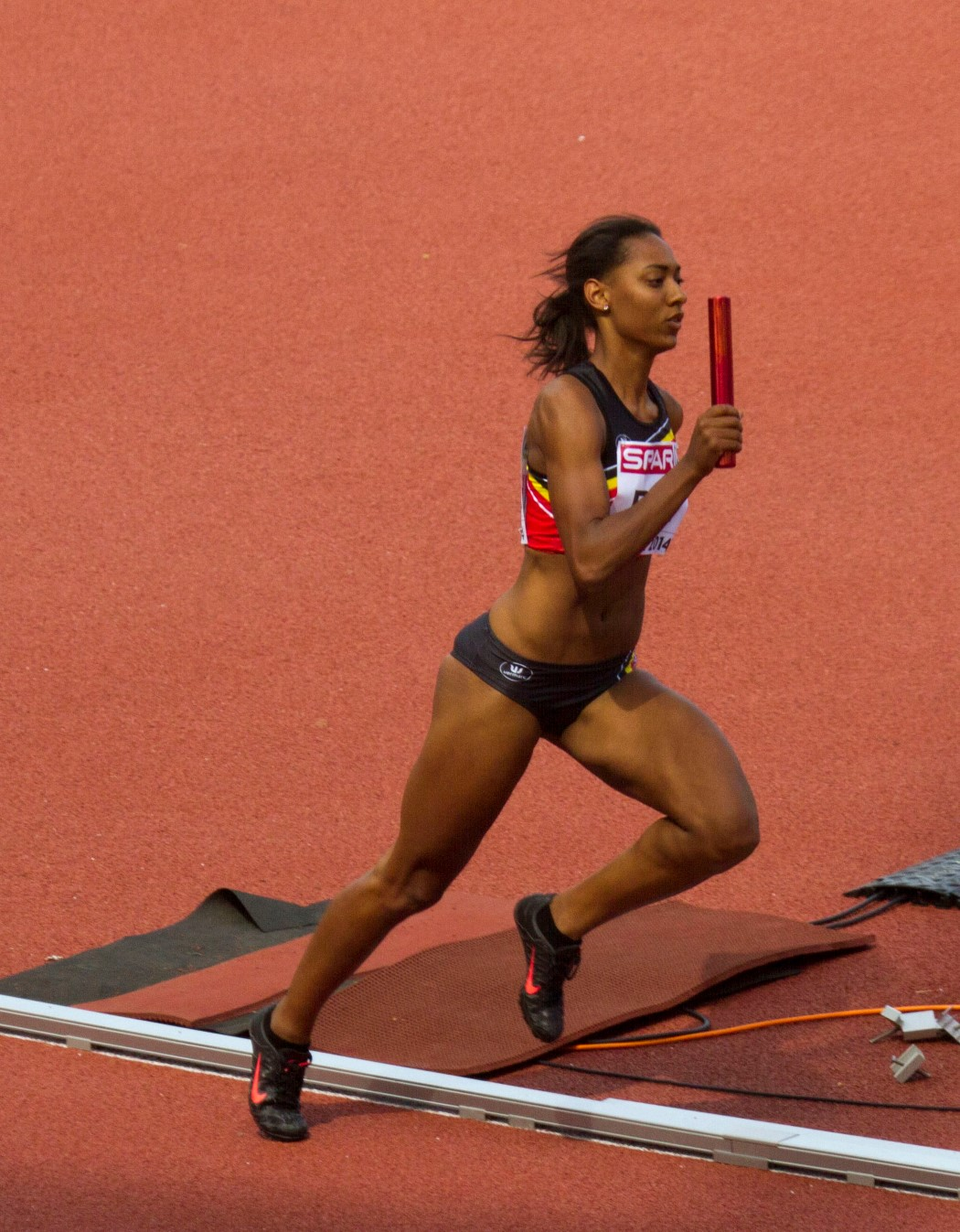
Dritte belgische Läuferin: Kimberley Efonye
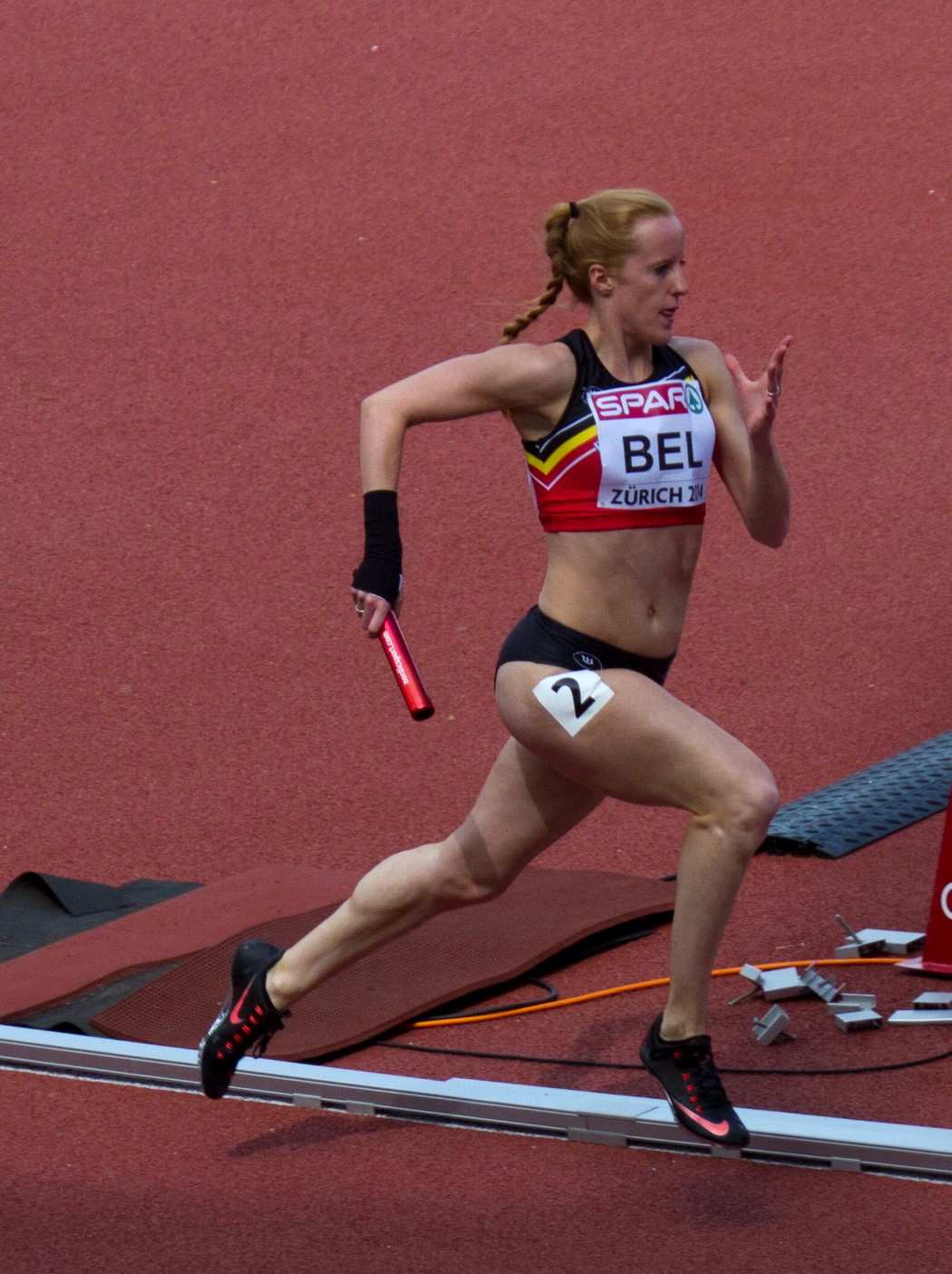
Schlussläuferin der belgischen Staffel: Justien Grillet

## Videolink
- 4x400m relay women final European Athletics Championships 2014 Zurich, youtube.com, abgerufen am 14. März 2023